# باشگاه ورزشی ویکتوری بویز
اس‌وی ویکتوری بویز یک تیم فوتبال اهل کوراسائو مستقر در ویلمستاد است که در لیگ دسته اول کوراسائو بازی می‌کند.